# Zele Racing
Zele Racing is een Oostenrijks autosportteam. Het team heeft onder anderen deelgenomen aan de Auto GP, waarbij het in 2015 het laatste kampioenschap van de klasse won, en de World Series by Nissan.

## Geschiedenis

### Vroege geschiedenis
Zele Racing werd in 2001 opgericht door vader en zoon Hermann en Michael Zele om deel te nemen aan het lokale kampioenschap Interserie. Met Formule Opel Lotus-auto's voor de Oostenrijkers Peter Milavec en Christoph Hingartner eindigden zij als eerste en tweede in het kampioenschap.
In 2002 maakte het team zijn professionele debuut in de World Series by Nissan. Tijdens het seizoen reed de Argentijn Nicolás Filiberti het grootste deel van het seizoen in de eerste auto, terwijl de tweede auto gedurende het jaar bestuurd werd door Damien Faulkner, Ivan Bellarosa, Walter Lechner jr., Rafael Sarandeses en Jaime Melo, Jr. Filiberti behaalde met een vierde plaats op het Circuito Permanente del Jarama het beste resultaat voor Zele en eindigde als twaalfde in het kampioenschap, terwijl het team de achtste plaats bezette. Met sponsoring van de Oostenrijkse vermogensbeheerder Superfund Group keerde het team in 2003 terug in de klasse. Norbert Siedler behaalde een podiumplaats op het Circuit Zolder, maar net als de andere coureurs Tuka Rocha en Guy Smith behaalde hij geen constante resultaten. Siedler was wel de beste Zele-coureur in het kampioenschap op de vijftiende plaats, terwijl het team tiende werd in het kampioenschap.
Tussen 2007 en 2012 concentreerde het team zich op de Interserie en de BOSS GP. In 2010 won het team het laatste seizoen van deze laatste klasse onder de naam EuroBOSS. Damien Charveriat en Andreas Zuber wonnen allebei twee races in een seizoen dat na vier races werd geschrapt.

### Motopark Academy
In 2008 ging Zele Racing een samenwerking aan met het Duitse team Motopark Academy om deel te nemen aan de Formule Renault 2.0 NEC en de Eurocup Formule Renault 2.0. In de NEC eindigden Valtteri Bottas, António Félix da Costa, Tobias Hegewald, Johan Jokinen en Kuba Giermaziak allemaal in de top zes van het kampioenschap, waaronder de eerste drie plaatsen met respectievelijk Bottas, Da Costa en Hegewald. In de Eurocup werd Bottas ook kampioen en eindigden Hegewald en Da Costa als vijfde en dertiende, waarbij Da Costa in slechts drie van de zeven raceweekenden deelnam.

### Barazi-Epsilon
Michael Zele was de engineer van Stéphane Richelmi in het Britse Formule 3-kampioenschap in 2009, waarin hij uitkwam voor het team Barazi-Epsilon. Zijn beste resultaten waren twee twaalfde plaatsen en met vier punten werd hij negentiende in de eindstand. Zele steunde Epsilon ook voor de 1000 kilometer van Spa in een race die meetelde voor de Le Mans Series van dat seizoen. Het team eindigde op de vierde plaats in de LMP2-klasse, maar werd gediskwalificeerd omdat het niet voldeed aan de technische reglementen.

### Auto GP
In 2004 nam Zele Racing voor het eerst deel aan de Italiaanse Formule 3000, de voorloper van de Auto GP. Tuka Rocha behaalde een tweede plaats voor het team op het Autodromo Nazionale Monza, maar het team verliet na twee raceweekenden het kampioenschap weer.
In 2012 keerde Zele terug naar de Auto GP, waarbij Giacomo Ricci, Matteo Beretta, Sten Pentus, Sergio Campana, Peter Milavec, Juan Carlos Sistos en Antônio Pizzonia gedurende het seizoen de twee auto's van het team bezetten. Ricci behaalde een derde plaats op het Stratencircuit Marrakesh, terwijl Campana een derde plaats behaalde op de Sonoma Raceway. Desondanks eindigde Zele op de achtste en laatste plaats in het teamkampioenschap.
In 2013 startte het team het seizoen met regerend Formule 2-kampioen Luciano Bacheta en voormalig Formule 1-coureur Narain Karthikeyan. In Marrakesh behaalde Bacheta de eerste overwinning voor het team. Karthikeyan verliet ondertussen het team na het derde raceweekend op de Hungaroring en werd vervangen door Tamás Pál Kiss. Bacheta verliet vervolgens het team om zich te concentreren op een eventuele overstap naar de GP2 Series en werd vervangen door eveneens voormalig Formule 1-coureur Christian Klien. Hierna sloeg Zele twee raceweekenden over, om vervolgens met Kiss en Josef Král terug te keren tijdens de seizoensfinale op het Automotodrom Brno. Ondanks de omstandigheden verbeterde het team zichzelf naar de zesde plaats in het teamkampioenschap.
In 2014 was Kiss de vaste coureur van het team en won op het Circuit Paul Ricard. Daarnaast reden Campana, Pizzonia, Yoshitaka Kuroda, Christof von Grünigen, Luís Sá Silva en Samin Gómez Briceno ook voor het team. Kiss keerde niet meer terug bij het team na een moeilijk raceweekend op het Autodromo Enzo e Dino Ferrari, waarbij het team "financiële moeilijkheden" aangaf als reden voor zijn vertrek. Zele werd uiteindelijk vijfde in het kampioenschap.
De oprichting van de Formula Acceleration 1 in 2014, dat dezelfde auto gebruikt als de Auto GP, zorgde ervoor dat de startvelden van beide klassen kleiner werden, een trend die zich voortzette voor het Auto GP-seizoen van 2015. In dit jaar werden de twee kampioenschappen samengevoegd, maar dit zorgde er niet voor dat het veld groeide. In het eerste raceweekend op de Hungaroring kwamen slechts acht auto's aan de start, waarvan drie - Pizzonia, Sa Silva en Andrés Méndez - van Zele. Met slechts zeven auto's in het tweede raceweekend op Silverstone werd de rest van het seizoen afgelast omdat er te weinig animo voor het kampioenschap bleek. Pizzonia had met twee overwinningen de beste resultaten behaald in het seizoen en werd officieus tot kampioen gekroond. In 2016 werd de klasse nieuw leven ingeblazen, maar opnieuw waren de startvelden erg klein en werd het kampioenschap na één raceweekend samengevoegd met de BOSS GP.

### TCR International Series
In 2017 maakte Zele zijn debuut in de TCR International Series met een Seat León TCR met Ferenc Ficza als coureur. In de eerste race op het Rustavi International Motorpark behaalde hij direct een tweede plaats.